# De re diplomatica libri sex

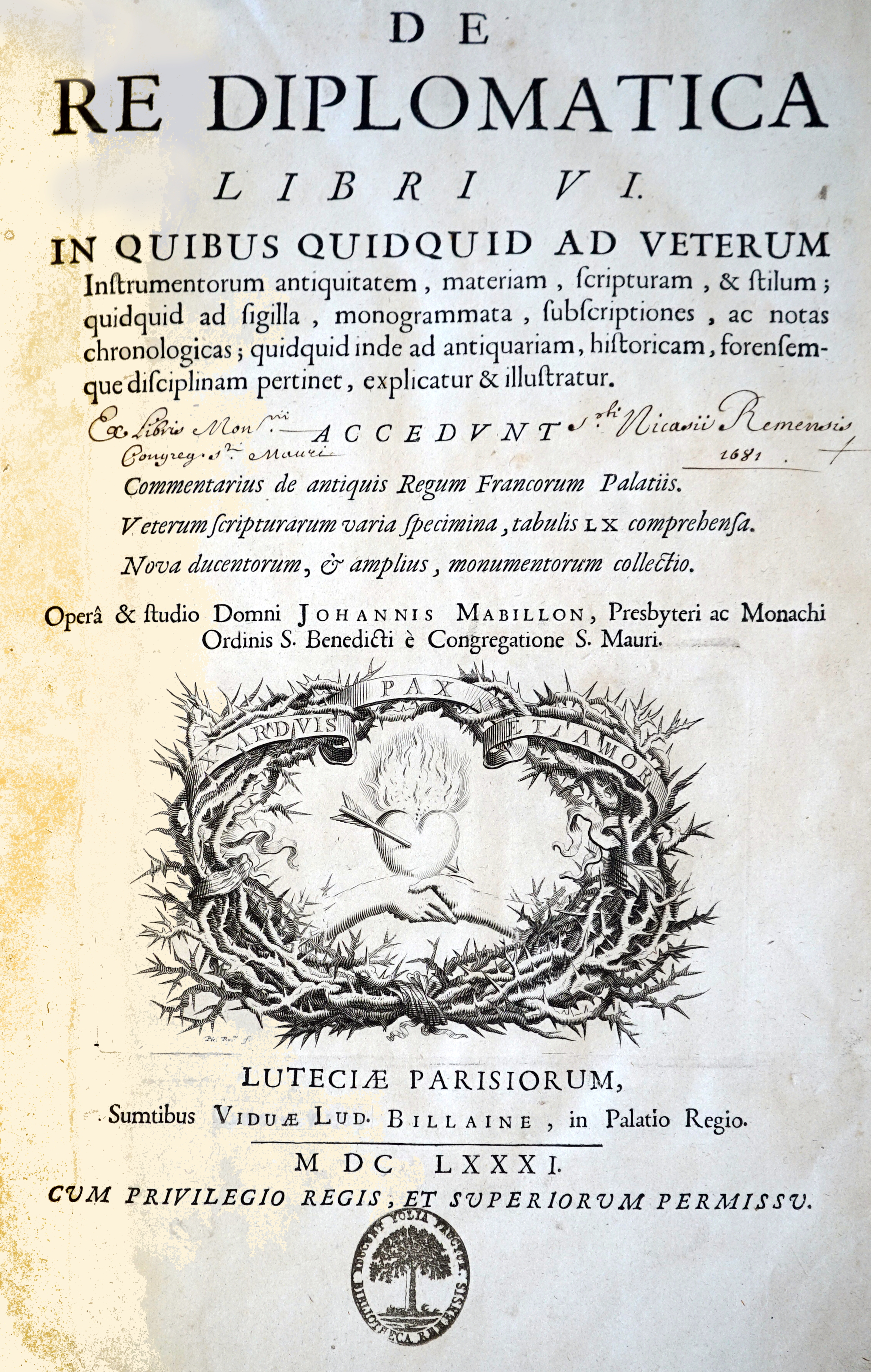
Spis De re diplomatica libri sex

De re diplomatica libri sex (česky 6 knih o diplomatice) je pojednání o středověkých listinách sepsané benediktinským mnichem Jeanem Mabillonem z opatství Saint-Germain-des-Prés, vydané roku 1681. Jedná se o stežejní spis, který lze považovat za první dílo z pomocných věd histroických diplomatiky a paleografie. V širším kontextu je dílo také základem sfragistiky a chronolgie. Důvodem vzniku díla byla kniha sepsaná belgickým jezuitou Danielem Papebrochem, kde označil mnohé historické listiny nejen benediktinského řádu za falešné. To chtěl Mabillon vyvrátit.
V díle Mabilllon rozebírá historický vývoj listin v různých zemích a také nastiňuje metody, které je třeba použit ke správnému zhdonocení originality a pravdivosti listiny. Mabillon tvrdí, že je třeba věnovat zvláštní pozornost každé části listiny (pečeť, materiál, písmo, pravopis). V díle De re diplomatica libri sex autor připouští, že mnohé historické listiny nejsou pravé, ale upozorňuje, že nemusí být zfalšované se zlým úmyslem. Dokázal také pravost většiny Papebrochem zpochybněných benediktinských listin.
Už v době vzniku bylo dílo široce přijímáno a považováno za vysoce kvalitní.